# Жил-был пёс
«Жил-был пёс» — советский рисованный мультипликационный фильм режиссёра Эдуарда Назарова. Первоначальное название — «Собачья жизнь». Создан по мотивам украинской народной сказки «Серко». Многие фразы из этого мультфильма стали крылатыми.

## Сюжет

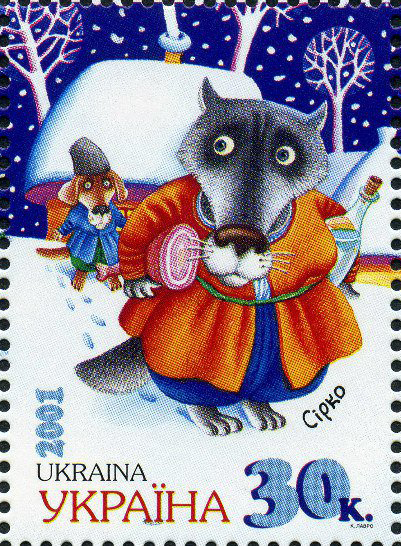
«Сирко». Марка Украины

Действие происходит в украинском селе. Пожилой сторожевой Пёс становится никому не нужен, и хозяева решают его прогнать со двора. Последней каплей, переполнившей чашу их терпения, стало то, что Пёс не поднял тревогу во время кражи, случившейся ночью в доме хозяев Пса. На помощь Псу, убежавшему в лес после того, как его выгнали из дома, и уже готовому свести счёты с жизнью, приходит прежний его недруг Волк. Он помогает Псу продемонстрировать своим прежним хозяевам свою нужность: ловко инсценирует похищение хозяйского младенца, а Пёс изображает, что побеждает Волка и спасает малыша. В награду за это Пса с почестями возвращают на подворье.
Чувствуя себя в долгу перед Волком, Пёс находит способ отплатить ему за услугу. Зимой хозяева Пса устраивают свадьбу своей дочери. Пёс приходит к Волку в лес, но тот, увидев его, произносит ставшую крылатой фразу: «Шо, опять?». Однако Пёс предлагает Волку поесть и помогает ему пробраться в дом, где кормит украденными с хозяйского стола яствами и поит горилкой. Разомлевший от хмеля и обильного угощения Волк, к ужасу Пса, хочет петь, произнося фразу, также ставшую крылатой: «Щас спою!». Как раз в это время кто-то из гостей заводит застольную украинскую песню «Ой там на горі», и Волк начинает громко подвывать поющим, чем выдаёт себя. Собравшиеся в доме люди, догадавшись, что под столом каким-то образом оказался волк, для защиты от него вооружились всякими предметами, но Пёс «выгоняет» Волка из дома. Потом Волк благодарит Пса за угощение, прощается и, уходя в лес, животом сносит по пути часть хозяйского плетня, произнося при этом ещё одну крылатую фразу: «Ты заходи, если что…» Пёс молча провожает его взглядом.

## Съёмочная группа
- Автор сценария, Кинорежиссёр и художник-постановщик: Эдуард Назаров
- Кинооператор: Михаил Друян
- Художник-постановщик: Алла Горева
- Звукооператор: Борис Фильчиков
- Редакторы: Елена Михайлова, Раиса Фричинская
- Художники-мультипликаторы: Анатолий Абаренов, Эльвира Маслова, Наталия Богомолова, Сергей Дёжкин, Владимир Зарубин, Марина Восканьянц
- Директор съёмочной группы: Нинель Липницкая

### Роли озвучивали
| Страна          | Рассказчик      | Пёс             | Волк              |
| --------------- | --------------- | --------------- | ----------------- |
| СССР (оригинал) | Эдуард Назаров  | Георгий Бурков  | Армен Джигарханян |
| Украина         | Сергей Решетник | Мирослав Литвак | Тарас Житинский   |

## Награды
Мультфильм был награждён на фестивалях:
- 1983 — V МКФ сказочных фильмов — Оденсе, Дания — I место[6]
- 1983 — Специальный приз жюри — Анси, Франция[6]
- 1983 — МКФ молодых режиссёров в Туре (Франция) — I Приз[6]
- XVI Всесоюзный кинофестиваль — первая премия (1983)[7]

## История создания
Эдуард Назаров рассказывает:

Поначалу сценарий для моего нового фильма написал профессионал Серёжа Иванов. Мне не понравилось. Не хотелось снимать про пионеров и космос. И я взялся за «телеграфную» сказку — всего пятнадцать строк. О том, как встретились в лесу старый волк и старый пёс: «Ты мне поможешь, а я помогу тебе». В голове тогда крутилась единственная фраза — «Щас спою!»
Чтобы собрать материал для создания мультфильма, Эдуард Назаров поехал на Украину, где посещал музеи и ездил по деревням: рисовал национальные костюмы, хаты, телеги, предметы быта. В киевском институте этнографии Академии наук Украины режиссёру подарили магнитофонные записи народных песен. Некоторые из них впоследствии вошли в мультфильм.
В своих интервью Эдуард Назаров упоминает, что сначала Волк был нарисован по-другому. Тем не менее при озвучивании роли этого героя Арменом Джигарханяном оказалось, что изображённый персонаж не подходил к голосу актёра, после чего Волк был перерисован.

## Музыка
В мультфильме звучат украинские народные песни «Ой там на горі» и «Та косив батько, косив я» в исполнении фольклорного ансамбля «Древо» из села Крячковка Пирятинского района Полтавской области.

## Памятники

Памятник волку («Щас спою!») в Томске

- Бронзовый памятник Волку массой около 200 кг был воздвигнут в Томске в 2005 году. Его авторы — консультант-художник Леонтий Усов и литейщик Максим Петров. Волк может произносить 8 фраз («Бог в помощь!», «Ага, работа такая?», «Да шо ему сделается!», «Щас спою!», «Ну ты заходи, если что!» и другие)[11].
- Стальная скульптура Волка массой 2 т по эскизу художника Михаила Ивашко установлена в Ангарске (Иркутская область) в 2007 году. При поглаживании по животу Волка тот говорит «Щас спою!» Также Волк способен произносить и другие коронные фразы[12].

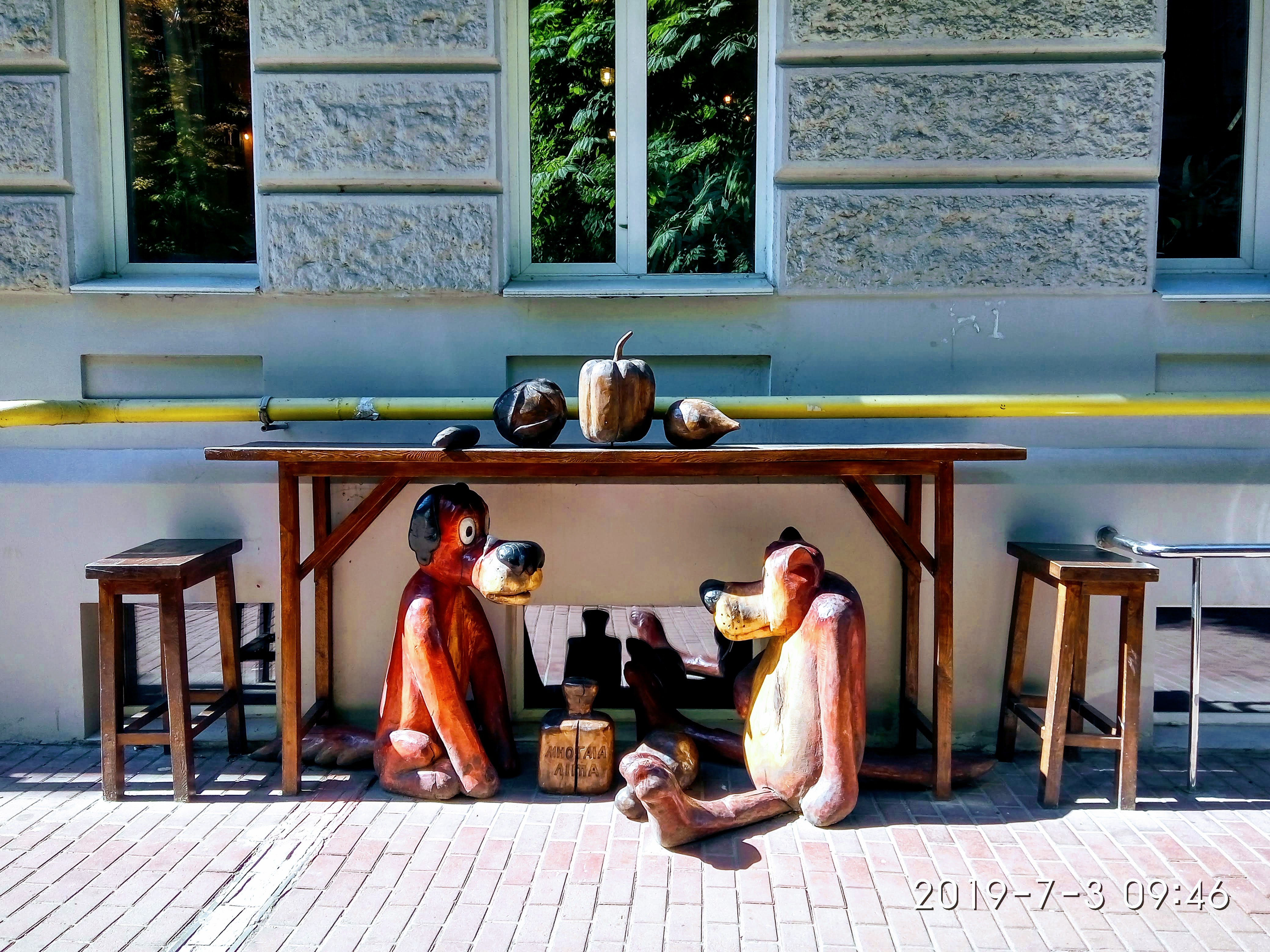
Деревянная скульптурная композиция Волка и Пса в Киеве

- В 2013 году в центре Киева установили деревянную скульптурную композицию, в которую вошли сидящие под столом Волк и Пёс. Автор — винницкий скульптор Владимир Заяц.
- Осенью 2013 года в селе Святопетровское Киево-Святошинского района установили скульптурную композицию, которая состоит из сидящего на постаменте Волка и стоящего рядом Пса. Композиция дополнена стилизованным плетнём.
- 19 декабря 2014 года Национальный банк Республики Казахстан выпустил в обращение серебряную монету номиналом 50 тенге из серии «Сказки народов Казахстана». На оборотной стороне монеты изображены персонажи украинской народной сказки «Серко», а также надпись на украинском языке «Сірко», число «2014», обозначающее год чеканки и знак Казахстанского монетного двора[13].